# Irma Blohm
Pour les articles homonymes, voir Blohm.
Irma Blohm, née le 24 novembre 1909 à Altona (Province du Schleswig-Holstein) et morte le 29 janvier 1997 à Hambourg (Allemagne), est une femme politique allemande. Membre de la CDU, elle est députée au Bundestag entre 1957 et 1969,.

## Biographie
De confession protestante évangéliste, elle fréquente une école privée[réf. souhaitée]. Elle suit ensuite une formation d'assistante médico-technique. En 1935, elle épouse le docteur Never, mort en 1945. De ce mariage, elle a deux enfants. Après la fin de la Seconde Guerre mondiale, elle travaille à l'hôpital universitaire d'Eppendorf (UKE), où elle rencontre le médecin Blohm, avec qui elle se remarie en 1948. Elle est temporairement vice-présidente du comité d'entreprise de l'UKE.
Elle adhère à la CDU en 1949. À partir de 1957, elle est vice-présidente du comité régional des femmes de la CDU, et présidente à partir de 1970. En 1973, elle devient vice-présidente de la Confédération des femmes de la CDU. À partir de 1969, elle est vice-présidente du comité fédéral de la politique sanitaire de la CDU.
Entre 1949 à 1953, elle est membre de l'assemblée de l'arrondissement de Wandsbek et du comité local de Rahlstedt. En 1953, elle est élue au Parlement de Hambourg (jusqu'en 1957). Cela lui permet de devenir membre de l'Autorité de protection sociale en 1955.
De 1957 à 1969, elle est députée au Bundestag. Du 15 octobre 1968 à 1969, elle est vice-présidente du groupe CDU / CSU.

## Décorations
Irma Blohm reçoit en 1957 la décoration de la profession médicale allemande (Ehrenzeichen der deutschen Ärzteschaft). En 1968, elle est faite officier puis plus tard grand-croix de l'ordre du Mérite de la République fédérale d'Allemagne.

## Publication
- (de) Irma Blohm, Zu suchen meines Daseins Ziel : Lyrik & Prosa, Darmstadt, Bläschke, 1977 (ISBN 978-3-87561-580-7)